# Brown Owl
Brown Owl est une banlieue de la cité d’Upper Hutt, située dans le sud de l’Île du Nord de la Nouvelle-Zélande.

## Situation
Elle est localisée à 3 à 4 km du centre d’Upper Hutt, sur la berge est du fleuve Hutt, à la base de Eastern Hutt Valley Hills et de la banlieue de Emerald hill, avec la route SH2 circulant tout droit en la traversant. 
Elle est bordée par la banlieue de Timberlea vers l’est (au niveau de l’intersection de la SH2 et de Norana Road au nord-est), de Maoribank vers le sud de la SH2 au niveau de Moeraki Road, et Birchville juste au-delà du côté nord du Parc Harcourt sur Akatarawa Road.
On peut accéder au parc Totara à pied en traversant le pont de Harcourt Park Bridge à l’extrémité de Norbert Street.

## Population
Elle s’est développée lentement à partir des années 1960 et la banlieue avait une population de 1 157 habitants lors du recensement de 2013 en Nouvelle-Zélande , .

## Activités économiques
La banlieue de Brown Owl est desservie par un petit centre commercial situé sur Akatarawa Road et une station service Caltex située sur la SH2 à l’opposé de Moeraki Road.

## Subdivisions
Brown Owl est scindée en trois parties distinctes :
- La partie principale, centrale, de Brown Owl a été essentiellement développée entre les années 1970 et 1990, et contient toutes les entreprises de la banlieue ;
- Le côté sud-ouest d’Emerald Hill avec quatre rues, qui contient des maisons, et qui donne une vue étendue à travers la vallée de Upper Hutt. La rue principale nommée Sunnyview Drive, contient régulièrement des expositions de lumières de Noël en décembre chaque année avec des rues très éclairées. Elles peuvent être vues tout droit à travers toute la vallée d’Upper Hutt.

Cette zone s’est principalement développée durant les années 1960 et au début des années 1970.
- Près de la rivière et de Te Haukaretu Park se trouve le lotissement plus récent, nommé de Riverglade. Cette subdivision plus moderne s’est développée entre le début des années 1990 et le milieu des années 2000, contenant de grandes maisons privées, dont beaucoup ont une vue à travers Te Haukaretu Park en direction du fleuve Hutt.

## Parcs
Il y a trois parcs dans la banlieue de Brown Owl :
- Brown Owl Park : localisé en dehors du trajet de la SH2 et dont le point d’accès se fait à partir de Speargrass Grove, ou aussi de Timberlea). Il contient du bush et quelques petits sentiers de promenades.
- Te Haukaretu Park, localisé à l’extrémité de Norbert Street près du pont de Harcourt Park, ce parc pittoresque s’étend le long de la berge est du fleuve Hutt.

Il y a une aire de jeux et des pièces d’eau pour les canards à son extrémité sud, avec un grand terrain de football à son extrémité nord. Il existe un accès piéton à partir de la route SH2. 
Une section du circule à travers le parc.
- Harcourt Park, localisé en dehors de Akatarawa Road et Norbert Street, est un grand parc situé dans Upper Hutt[4].

Ce grand parc contient une petite aire de jeux le long d’une pataugeoire pour les petits et des toilettes publiques à son extrémité est. Il y a un kiosque à musique à son extrémité sud-ouest près de l’entrée au niveau de Norbert Street, qui est utilisé pour de petits concerts locaux et divers évènements. Il y a aussi une piste pour apprendre à faire du vélo dans le parc sur son côté nord, ainsi que de larges espaces un peu partout pour faire des pique-niques ou se relaxer.
Le Kiwi Holiday Park de Wellington est localisé au niveau de son côté nord en dehors de Akaratawa Road. 
Le chemin nommé Hutt River Trail court le long de l’angle ouest du parc. 
Le parc Harcourt est un très bon endroit pour apprécier le témoignage des terrasses alluviales.
Le jardin d’Isengard dans la trilogie du Seigneur des anneaux fut filmé dans Harcourt Park.

## Éducation
La banlieue de Brown Owl  avait une école nommée Brown Owl School mais cette école a fermé en 2002. 
Les écoles primaires les plus proches sont Maoribank School et Birchville School. 
L’école secondaire la plus proche est le collège d’Heretaunga (en), situé à quelque 6 km au-delà.

## Transports publics
Brown Owl est desservie par le service de bus de banlieue allant d’Emerald Hill à Petone (#110), assuré par la société Metlink.

## Autres lectures
- (en) Judith A. Collins et drawings by Stephen Shadwell, Maoribank and the old Brown Owl, Upper Hutt, N.Z, Upper Hutt City Council (ISBN 0-9597585-8-5)
- (en) Upper Hutt City Library Digital Archive item 64/14238